# 王獻 (嘉靖進士)
王獻（1488年—1547年），字惟臣，號南澧，陕西西安府咸陽縣人，明朝政治人物。

## 生平
治《易經》，正德十一年（1516年）由國子生中式丙子科陕西鄉試第七名舉人，嘉靖二年（1523年）登癸未科會試第三十七名，第三甲第一百八十名進士。三年正月选授南京江西道监察御史，五年巡按山西，清理军伍，稽查案牍，政绩突出。七年父喪丁忧，服阕復除原职。十一年（1532年）出任山东按察司巡海道副使，悯登莱之民土瘠人稀，生理不足，皆由舟楫不通，凿马壕石底以通淮安商贾，建新河等闸八坐以畜泄水患，导张张鲁白现诸河以济水道。十八年升山西布政司左参政，二十年正月以考察罢职。

## 家族
曾祖王三。祖父王整。父王才（1450年-1528年），字有能，封文林郎南京江西道监察御史。母岳氏，封孺人。具庆下。
行三，兄王森、弟王安、王猷。